# Кумба (гора)
Кумба — гора в южной части Северного Урала, на территории Североуральского городского округа Свердловской области (Россия). Высшая вершина горного массива Кумба. Высота горы — 921,1 метра.

## Географическое положение
Гора Кумба расположена в муниципальном образовании «Североуральский городской округ», высшая вершина горного массива Кумба в северо-восточной её части, в 6 километрах к западу-юго-западу от посёлка Баяновка. Высота горы — 921,1 метра.

## Описание
До высоты 800 метров гора покрыта лесом, на вершине — монолитный скальный купол из оливиновых габбро, высотой до 100 метров. На вершине — скальные останцы. Коэффициент сложности горы — 1А.

## Топоним
Название Кумба произошло от мансийского хумп, кумп, означающего волна.